# Eupithecia perfuscata
Eupithecia perfuscata là một loài bướm đêm trong họ Geometridae.